# Orveau-Bellesauve
Orveau-Bellesauve település Franciaországban, Loiret megyében. Lakosainak száma 420 fő (2018. január 1.). Orveau-Bellesauve Césarville-Dossainville, Coudray, Mainvilliers, Le Malesherbois, Manchecourt, Nangeville és Boigneville községekkel határos.

## Népesség
A település népességének változása:
| Lakosok száma | 242  | 180  | 216  | 286  | 316  | 377  | 408  | 462  | 528  | 420  |
|               | 1962 | 1968 | 1982 | 1990 | 1999 | 2008 | 2011 | 2013 | 2017 | 2018 |